# Chilobrachys soricinus
Chilobrachys soricinus là một loài nhện trong họ Theraphosidae.
Loài này thuộc chi Chilobrachys. Chilobrachys soricinus được Tord Tamerlan Teodor Thorell miêu tả năm 1887.